# Хуснутдинова, Эльза Камилевна
Эльза Камилевна Хуснутдинова (баш. Эльза Камил ҡыҙы Хуснутдинова; род. 24 мая 1954, Уфа) — российский учёный, доктор биологических наук, профессор, член-корреспондент РАО, академик Академии наук РБ, директор Института биохимии и генетики Уфимского Научного центра РАН, заведующая кафедрой генетики и фундаментальной медицины Университета науки и технологий Башкортостана. Является одним из ведущих специалистов Российской Федерации в области популяционной и медицинской генетики.

## Биография
Эльза Камилевна родилась в городе Уфа в семье директора сельской школы, а впоследствии известного учёного — доктора педагогических наук, профессора К. Ш. Ахиярова. По национальности башкирка. Позже семья Эльзы Камилевны перебралась в город Бирск, куда её отец был переведён на должность проректора Бирского пединститута. Там же она окончила школу. Мать Эльзы, учитель биологии, сумела привить дочери интерес к своему предмету, что стало причиной её поступления на биологический факультет БашГУ (ныне Уфимский университет науки и технологий). Вскоре молодая амбициозная девушка, заинтересовавшись генетикой, продолжает обучение в аспирантуре в Москве. Муж Асхат также поступил в Институт имени Плеханова. Чтобы содержать семью (в это время у пары был маленький ребёнок), мужу приходилось работать дворником. К окончанию аспирантуры, несмотря на предложение остаться в Московском медико-генетическом центре, Эльза твёрдо решила вернуться в Уфу.

## Научная деятельность
В 1981 году перед Эльзой Хуснутдиновой распахивает двери Отдел биохимии и цитохимии Уфимского научного центра Российской академии наук. Спустя 13 лет в отделе удаётся открыть лабораторию по изучению структуры генофонда народов Волго-Уральского региона, наследственных заболеваний населения Башкортостана и многофакторных патологий. Выбранные направления исследования были очень актуальными. Территория Волго-Уральского региона, являвшаяся ареной активного формирования и взаимодействия многих народов, оставалось мало изученной. Сотрудники лаборатории брали кровь у представителей коренных народов в пяти поколениях, выделяли ДНК и изучали его. В результате впервые дана молекулярно-генетическая характеристика положения уральского генофонда в мировом распределении частот генов. Установлены отличия и близость тех или народов региона. Стало известно, что в этногенезе башкир присутствуют финно-угорский, тюркский и индо-иранский компоненты, что подтвердило гипотезы этнографов, антропологов и археологов. Также у башкир в высокой концентрации были выявлены гены, присущие баскам и англосаксам. Особое внимание Эльза Камелевна уделяла изучению молекулярной природы наследственных и врождённых заболеваний населения Башкортостана.
Исследования и разработки учёной оценили международные научные центры. Был заключён договор о совместных исследованиях с лабораторией молекулярной генетики человека Мюнхенского университета, Эльза Камилевна принята в члены Европейского общества генетиков, введена в международное общество «Геном человека».
В настоящее время занимается изучением и развитием в Уфе ДНК-диагностики болезней, позволяющей выявлять наследственные и мультифакториальные заболевания на ранних стадиях. Под её руководством разработаны и внедрены в практику методы медико-генетического консультирования. Ежегодная экономическая эффективность ДНК-диагностики оценивается приблизительно в три тысячи долларов на одного больного.
В ходе научных работ Эльзе, как заведующей отделом, приходится сталкиваться рядом проблем, таких как недостаток финансирования, слабой подготовкой претендентов в аспиранты.
Э. К. Хуснутдинова подготовила 84 кандидата наук и 8 докторов наук. В настоящее время является членом Совета при президенте РФ по науке и образованию.

## Научные работы
За период научной работы опубликовано 750 научных трудов, в том числе 15 монографий, 10 патентов. Из них 470 в центральной печати и 234 публикаций в зарубежной печати. Научную деятельность успешно совмещает с педагогической работой в вузах — Башкирском государственном университете (ныне Уфимский университет науки и технологий), Башкирском государственном педагогическом университете и Башкирском медицинском университете.

## Семья
Муж Хуснутдинов Асхат Ахметжанович, выпускник авиационного института, кандидат экономических наук. Работает в Национальном банке РБ. Есть сыновья, старший — Радмир. В своих интервью Эльза Камилевна говорила, что она очень благодарна за поддержку своему мужу, и уверена, что судьба подарила ей хорошую семью.

## Интересные факты
- По словам Эльзы Камилевны у неё есть мечта — открыть в Уфе центр дородовой диагностики.
- У Эльзы есть сестра-двойняшка.
- В школьные и студенческие годы Эльза увлекалась спортом — хорошо бегала на короткие дистанции, занимала призовые места в лыжных соревнованиях.
- Несмотря на критическое отношение к смешанным браке в республике, профессор Хуснутдинова высказывается в их поддержку, считая, что при смешанных браках наименее вероятно совпадение частот мутаций.
- Появлялась информация о том, что Эльза Хуснутдинова дала положительное заключение на православный учебник биологии для 10—11 класса С. Ю. Вертьянова (издательство Свято-Троицкой Сергиевой Лавры)[5]. Однако она сама эту информацию опровергла[6].

## Награды
- Заслуженный деятель науки Российской Федерации
- Заслуженный деятель науки РБ
- премия имени академика А. А. Баева
- премия координационного совета Министерства науки РФ
- ряд других наград.